# Oksana Markarova
Oksana Markarova (ukrainien : Оксана Сергіївна Маркарова), née le 28 octobre 1976 à Rivne, une femme politique ukrainienne.

## Biographie
Oksana Markarova est diplômée de l'université nationale Académie Mohyla de Kiev et de l'université de l'Indiana à Bloomington.

### Carrière politique
Elle a été ministre des Finances du gouvernement Hroïsman puis du gouvernement Hontcharouk et elle a œuvré pour le développement des relations économique avec la France notamment avec un contrat entre l'Ukraine et Airbus Helicopters.
Elle est ambassadrice d'Ukraine aux États-Unis depuis février 2021.

## Décoration
- Chevalier de l'ordre national du Mérite, 16 décembre 2020[4],[5]